# William Bullock (Chamberlain)
William Bullock († 1342 oder 1343) war ein schottischer Geistlicher, der aber während des Zweiten Schottischen Unabhängigkeitskriegs sowohl auf englischer wie später schottischer Seite vor allem als Minister und Militär tätig war.

## Herkunft und Dienst für Edward Balliol
Die Herkunft von William Bullock ist unbekannt, und auch über den Beginn seiner Karriere gibt es nur wenige gesicherte Informationen. Er wird als Kaplan bzw. Priester bezeichnet, als er erstmals Ende 1333 oder Anfang 1334 als Chamberlain von Edward Balliol erwähnt wird. Balliol beanspruchte als Sohn des früheren Königs John Balliol gegen David II. den schottischen Thron und war 1332 mit Unterstützung der sogenannten Enterbten und des englischen Königs Eduard III. in Schottland eingefallen. Balliol versuchte, nach seinen anfänglichen Erfolgen mit englischer Unterstützung in Schottland eine eigene Verwaltung aufzubauen. Als Chamberlain war Bullock dabei der Leiter der königlichen Finanzverwaltung, wobei über seine Tätigkeit keine Aufzeichnungen erhalten geblieben sind. Dazu wurde Bullock auch die Verwaltung der königlichen Burg Cupar in Fife übergeben. Spätestens ab Anfang 1336 erhielt er dafür vom englischen Schatzamt ein Gehalt, ein weiteres Gehalt erhielt er für die Verwaltung von St Andrews Castle, einer Burg des vakanten Bistums St Andrews. Im Februar 1337 konnte er Cupar Castle erfolgreich gegen einen Angriff einer von Sir Andrew Murray geführten Streitmacht verteidigen, der als Guardian die Regentschaft für den minderjährigen schottischen König David II. führte. St Andrews Castle wurde dagegen von Murray erobert.

## Seitenwechsel
In den nächsten Jahren wuchs der Widerstand gegen Balliol weiter an, der trotz weiterer Unterstützung durch den englischen König seine Herrschaft in Schottland nicht festigen konnte. Im Frühjahr oder Sommer 1339 nahm Bullock deshalb Kontakt mit William Douglas of Liddesdale auf, der aus Frankreich zurückgekehrt war und die Schotten bei der Belagerung von Perth unterstützte. Perth war eine der wenigen schottischen Städte, die noch von einer englischen Garnison gehalten wurden. Douglas konnte Bullock überzeugen, die Seiten zu wechseln und Cupar Castle spätestens im Sommer 1239 an die Anhänger des schottischen Königs David II. zu übergeben. Er soll ihn mit dem Versprechen bestochen haben, ihm als Belohnung umfangreichen Landbesitz zu übergeben. Bullock war in der Folge offenbar ein Gefolgsmann von Douglas. Er hielt seinen Seitenwechsel offenbar vor der englischen Regierung geheim, denn noch im Dezember 1339 erhielt er als Vorauszahlung für das nächste Jahr sein Gehalt für die Verteidigung von Cupar Castle. Tatsächlich gab Bullock den Belagerern von Perth wichtige Hinweise. Am 17. August 1339 ergab sie englische Garnison. Am 16. April 1341 eroberte Bullock durch eine Kriegslist zusammen mit William Douglas Edinburgh Castle. Er war mit einigen anderen Männern als Kaufleute verkleidet vor der Burg erschienen und begehrte morgens Einlass. Als das Tor geöffnet wurde, blockierten sie mit einem Wagen das Fallgatter. Dann riefen sie mit einem Hornsignal Douglas und seine Truppen herbei, die sich in der Nähe versteckt gehalten hatten. Die Bevölkerung von Edinburgh unterstützte sie anschließend bei der Stürmung der Burg.

## Chamberlain von David II., Sturz und Tod
Kurz bevor König David II. aus seinem französischen Exil nach Schottland zurückkehrte, wird Bullock am 22. Mai 1341 als sein Chamberlain erwähnt. Zu diesem Zeitpunkt waren die schottischen Finanzen in Unordnung und defizitär. Bullocks Amtsvorgänger Reginald de Mure hatte für den Zeitraum von 1334 bis 1338 ein Defizit von fast £ 2600 hinterlassen. Bullock konnte aber bereits 1342 eine ausgeglichene Abrechnung vorlegen. Dies lag vor allem daran, dass die königliche Verwaltung wieder regelmäßig und ordnungsgemäß arbeitete und dass ausstehende Zahlungen eingetrieben wurden, woran Bullock offenbar großen Anteil hatte. Bullock war eindeutig ein Experte, der genaue finanzielle Abrechnungen vorlegen konnte. Nach dem Chronisten John Fordun ragte er unter seinen Zeitgenossen durch seine Weisheit und seine Beredsamkeit heraus und war berühmt für seine Ratschläge. Doch so sehr die Schotten seine Arbeit und seine Ratschläge schätzten, so wenig trauten sie dem Überläufer. Wegen seines Reichtums wurde er beneidet, und möglicherweise hatte er sich zu sehr bereichert und seine eigenen Interessen verfolgt. Noch im Sommer 1342 wurde er als Verräter angeklagt. Wer ihn und warum beschuldigt hat, ist unklar. Möglicherweise erfolgte sein Sturz aus Rache für den Mord von William Douglas an Alexander Ramsay of Dalhousie, die sich um eine Herrschaft in den Scottish Borders gestritten hatten. Bullock wurde festgenommen und in einem Malimoram genannten Ort eingekerkert, möglicherweise Mamore in Lochaber, nach andern Angaben in Lochindorb. Nach dem Chronisten Walter Bower starb er wenig später im Kerker an Hunger und Kälte.